# Statut juridictionnel du président de la République française
Le statut juridictionnel du président de la République française est précisé dans la Constitution de la Ve République, aux articles 67 et 68, dont la rédaction actuelle date de 2007.
Le président de la République jouit d'une irresponsabilité pour tous les actes qu'il a accomplis en cette qualité. Cette disposition est ancienne : elle est héritée de la monarchie (« le roi ne peut mal faire ») et a été affirmée dans la majorité des constitutions depuis celle de 1791. L'irresponsabilité est tout de même limitée par les compétences de la Cour pénale internationale (en cas de génocide, de crime contre l'humanité, de crime d'agression et de crime de guerre). Le président de la République peut par ailleurs être destitué par le Parlement réuni en Haute Cour « en cas de manquement à ses devoirs manifestement incompatible avec l'exercice de son mandat », sans que cela soit considéré comme un jugement.
De plus, le chef de l'État bénéficie d'une inviolabilité, qui empêche toute procédure administrative, civile ou pénale à son encontre, pour des faits commis en dehors de ses fonctions présidentielles. Cette inviolabilité prend fin un mois après la fin de son mandat.

## Histoire constitutionnelle et politique

### IIeRépublique
La IIe République, en ce qu'elle est principalement inspirée par la Constitution des États-Unis, établit une responsabilité politique et pénale du président de la République. La Constitution du 4 novembre 1848 dispose ainsi, à son article 68 :

« Le président de la République, les ministres, les agents et dépositaires de l'autorité publique, sont responsables, chacun en ce qui le concerne, de tous les actes du gouvernement et de l'administration.

- Toute mesure par laquelle le président de la République dissout l'Assemblée nationale, la proroge ou met obstacle à l'exercice de son mandat, est un crime de haute trahison. »

— Constitution de 1848
La formation de la Haute Cour de justice et la procédure devant elle font l'objet des articles 91 à 100 de la Constitution. Notamment, l'article 100 dispose explicitement que :

« Le président de la République n'est justiciable que de la Haute Cour de justice.

- Il ne peut, à l'exception du cas prévu par l'article 68, être poursuivi que sur l'accusation portée par l'Assemblée nationale, et pour crimes et délits qui seront déterminés par la loi. »

— Constitution du 4 novembre 1848
La Constitution de la IIe République est explicite.
- Le crime de haute trahison est juridiquement défini : c'est, au vu de la lettre et de l'esprit de la Constitution, un coup d'État (ayant nécessairement échoué) qui est ici sanctionné.
- La procédure applicable est définie : la Haute Cour est saisie pour les « crimes d'État », sans appel ni recours en cassation, sur la requête de l'Assemblée nationale.

Cependant, l'esprit de cette Constitution est différent de celui que l'on a pu retrouver par la suite : établissant un équilibre des pouvoirs, il est possible pour le législateur d'effectuer, à l'instar de ce qui se passe aux États-Unis, une procédure d'impeachment, c'est-à-dire une responsabilité pénale pour les actes et les faits commis dans l'exercice du mandat de président.
Toutefois, cette procédure-là n'aura pas pu être appliquée, Louis-Napoléon Bonaparte ayant réussi un coup d'État le 2 décembre 1851.

### IIIeRépublique
Dans la IIIe République, le président de la République a un statut pénal particulier. La loi constitutionnelle du 25 février 1875 relative à l'organisation des pouvoirs publics dispose, à son article 6 :

« Le président de la République n'est responsable que dans le cas de haute trahison. »

— Loi constitutionnelle du 25 février 1875
Il est complété par l'article 9 de la loi du 24 février 1875 relative à l'organisation du Sénat.

« Le Sénat peut être constitué en Cour de justice pour juger soit le président de la République, soit les ministres, et pour connaître des attentats commis contre la sûreté de l'État. »

— Loi constitutionnelle du 25 février 1875

### IVeRépublique
Le constituant de 1946 prit donc l'initiative de préciser directement dans la Constitution française le statut pénal du président de la République. Ainsi, l'article 42 de la Constitution de la IVe République dispose :

« Le président de la République n'est responsable que dans le cas de haute trahison.

Il peut être mis en accusation par l'Assemblée nationale et renvoyé devant la Haute Cour de justice dans les conditions prévues à l'article 57 ci-dessous »

— Constitution de 1946
L'article 57 disposant, à son deuxième alinéa :

« L'Assemblée nationale statue au scrutin secret et à la majorité absolue des membres la composant, à l'exception de ceux qui seraient appelés à participer à la poursuite, à l'instruction et au jugement. »

— Constitution de 1946
Le président de la République est alors justiciable de la même manière que le sont les ministres. Cette similitude ne fut rompue qu'en 1993, avec l'institution de la Cour de justice de la République.

### VeRépublique entre 1958 et 2007

#### Texte constitutionnel dans sa rédaction originale

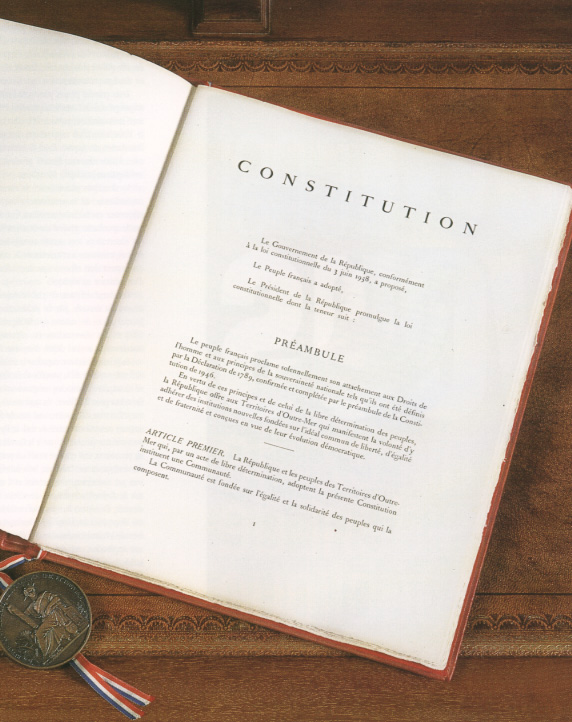
Constitution de la Ve République française.

Dans sa rédaction originale, la Constitution de la Ve République portait :
« Il est institué une Haute Cour de justice.

Elle est composée de membres élus, en leur sein et en nombre égal, par l'Assemblée nationale et par le Sénat après chaque renouvellement général ou partiel de ces assemblées. Elle élit son président parmi ses membres.

Une loi organique fixe la composition de la Haute Cour, les règles de son fonctionnement ainsi que la procédure applicable devant elle. »
— Article 67 de la Constitution de la Cinquième République française dans sa rédaction originale
« Le président de la République n'est responsable des actes accomplis dans l'exercice de ses fonctions qu'en cas de haute trahison. Il ne peut être mis en accusation que par les deux assemblées statuant par un vote identique au scrutin public et à la majorité absolue des membres les composant ; il est jugé par la Haute Cour de justice. »
— Premier alinéa de l'article 68 de la Constitution de la Cinquième République française dans sa rédaction originale

#### Faiblesse de l'article 68
L'article est ambigüe si l'interprétation fait que la première et la seconde phrase sont distinctes. Il est alors considérer que le président de la République n'est responsable que du crime de haute-trahison dans l'exercice de ses fonctions, mais peut être accusé de toute infraction commise dans ses fonctions après son mandat. De plus, au vu de la seconde phrase, s'il ne peut être mis en accusation que par la Haute Cour de justice, rien ne dit qu'elle ne peut le mettre en accusation que pour le crime de haute trahison, mais aussi pour d'autres infractions qu'il aurait pu faire.
Cette contradiction pose un grave problème de sécurité juridique, puisque selon l'interprétation donnée, le statut pénal du président de la République change radicalement. Si un président de la République commet une infraction pendant l'exercice de ses fonctions, de facto, il ne peut être jugé, puisqu'aucune juridiction ne pourrait se déclarer compétente. De plus, l'article est muet sur les délais de prescriptions de l'action publique. La ministre de la justice Marylise Lebranchu indique à l'Assemblée nationale ces contradictions. En raison de ces lacunes, des députés adoptent une proposition de loi en juin 2001 pour réformer l'article 68.
La commission Avril constate aussi que les articles 67 et 68 ont peu changé par rapport aux équivalents des Républiques précédentes. Plusieurs raisons sont invoquées pour moderniser le texte : la multiplication et le changement de ressenti à l'égard des affaires, les pouvoirs bien plus importants du Président sous la Ve République et le fait que le crime de haute trahison n'a aucune définition pénale.

#### Décision du Conseil constitutionnel relative à la Cour pénale internationale
Après la signature l'année précédente du statut de Rome définissant la cour pénale internationale, le conseil constitutionnel fut saisit en vertu de l'article 54 pour décider de la compatibilité entre le statut et la constitution. Dans sa décision 98-408 DC du 22 janvier 1999, relative au statut de la Cour pénale internationale, le Conseil constitutionnel français a de façon incidente donné son interprétation de l'article 68 :
« Considérant qu'il résulte de l'article 68 de la Constitution que le président de la République, pour les actes accomplis dans l'exercice de ses fonctions et hors le cas de haute trahison, bénéficie d'une immunité ; qu'au surplus, pendant la durée de ses fonctions, sa responsabilité pénale ne peut être mise en cause que devant la Haute Cour de justice, selon les modalités fixées par le même article ; »
— Décision no 98-408 DC du 22 janvier 1999
Le Conseil constitutionnel a fait une lecture autonome de la deuxième phrase, et a ainsi considéré que l'article 68 ne prévoyait pas d'immunité pénale générale mais un privilège de juridiction au profit du président de la République. Il ne peut alors être jugé que par la Haute Cour de justice pendant que dure son mandat pour les infractions pénales qu'il aurait commises.
Pour la ratification du statut de Rome, il fallut modifier la constitution. L'article 53-2 est créé par réunion au Congrès du Parlement, le 28 juin 1999.

#### Arrêt Breisacher de la Cour de cassation

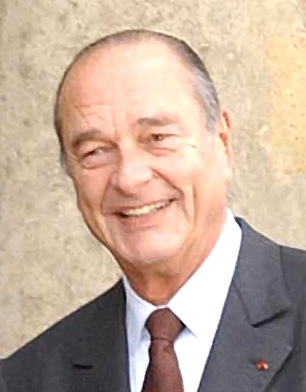
L'ancien maire de Paris Jacques Chirac, ne pouvait pas être poursuivi durant son mandat présidentiel de 1995 à 2007.

La Cour de cassation, dans son arrêt Breisacher rendu par l'Assemblée plénière le 10 octobre 2001, statuant sur l'affaire de la Sempap, a eu une autre lecture de l'article 68. La Cour limite le privilège de juridiction à la seule haute trahison ; la deuxième phrase de l'article 68 ne fait que prolonger la première phrase. Le juge judiciaire est, d'après la Cour de cassation, compétent pour les actes accomplis par le président de la République en dehors de ses fonctions, et pour les actes antérieurs.
Cela ne signifie pas pour autant que le juge puisse convoquer le président de la République, car comme le rappelle la Cour : « rapproché de l'article 3 et du titre II de la Constitution, l'article 68 doit être interprété en ce sens qu'étant élu directement par le peuple pour assurer, notamment, le fonctionnement régulier des pouvoirs publics ainsi que la continuité de l'État, le président de la République ne peut, pendant la durée de son mandat, être entendu comme témoin assisté, ni être mis en examen, cité ou renvoyé pour une infraction quelconque devant une juridiction pénale de droit commun ». La Cour de cassation, juridiction judiciaire, interprète donc en premier lieu la Constitution, ce qui peut poser un problème. Mais en second lieu, l'action publique (et la prescription) est donc suspendue jusqu'à la fin du mandat : une demande de convocation doit être considérée comme irrecevable.
La Cour rejette clairement l'interprétation de l'article 68 du Conseil constitutionnel, en considérant qu'elle n'est pas tenue en l'espèce par sa décision. L'article 62 de la Constitution précise pourtant que « les décisions du Conseil constitutionnel […] s'imposent aux pouvoirs publics et à toutes les autorités administratives et juridictionnelles », alors que le demandeur considérant que « la décision du Conseil constitutionnel du 22 janvier 1999 qui statuait sur la constitutionnalité de l'article 27 du traité portant statut de la Cour pénale internationale ne dispose d'aucune autorité de chose jugée à l'égard du juge pénal ».
Concrètement, la conclusion des deux Cours serait la même : le président de la République ne peut être convoqué par un juge d'instruction. Mais le fondement diffère : pour le Conseil constitutionnel, ce juge est incompétent, alors pour que la Cour de cassation, il est bien compétent, même s'il ne peut intervenir à raison de la suspension des poursuites.

## Dispositions en vigueur depuis 2007

### Travaux de la commission Avril

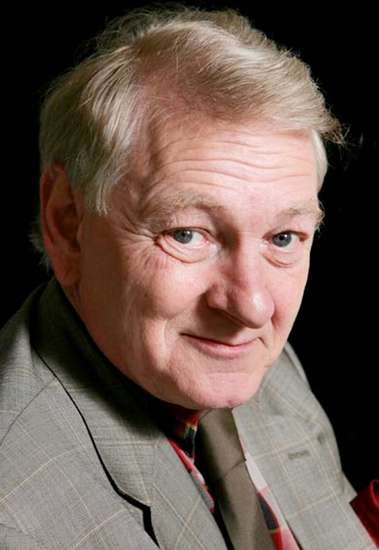
Guy Carcassonne, un des membres de la commission Avril.

Après sa réélection en 2002, Jacques Chirac honore une promesse de campagne en nommant des « sages » chargés de réfléchir à la question de la présidence. La commission chargée de mener une réflexion sur le statut pénal du président de la République (ou commission Avril) réunit douze personnes et était présidée par Pierre Avril. Elle fut constituée par décret le 4 juillet 2002.
Les membres de la commission sont :
- Bernard Bouloc, professeur de droit privé à l'université Paris-I (Panthéon-Sorbonne) ;
- Guy Carcassonne, professeur de droit public à l'université Paris-X (Nanterre) ;
- Louis Favoreu, professeur de droit public à l'université Aix-Marseille III ;
- Hélène Gisserot, procureur général près la Cour des comptes ;
- Anne Levade, professeur de droit public à l'université Paris-XII (Val-de-Marne) ;
- Marceau Long, vice-président honoraire du Conseil d'État ;
- François Luchaire, président honoraire de l'université Paris-I (Panthéon-Sorbonne) ;
- Bertrand Mathieu, professeur de droit public à l'université Paris-I (Panthéon-Sorbonne) ;
- Didier Maus, conseiller d'État, président de l'Association française des constitutionnalistes ;
- Daniel Soulez Larivière, avocat ;
- Pierre Truche, premier président honoraire de la Cour de cassation.

Dans son rapport, la commission estime que la fonction présidentielle doit être protégée, et confirme le besoin de l'irresponsabilité du chef de l'État dans l'exercice de ses fonctions, limitée par les compétences de la Cour pénale internationale (article 53-2 de la Constitution de la Cinquième République française) et par la procédure de destitution. Elle justifie qu'une immunité présidentielle est équivalente aux pays européens et qu'elle est nécessaire contre des procès politiques ou une guerre juridique. Ce dispositif garanti la continuité de la fonction et la séparation des pouvoirs. Elle propose l'inviolabilité durant le mandat, ce qui interdit à toute juridiction de mettre en cause le chef de l'État pour des actes commis en dehors de ces fonctions. La commission reconnaît qu'une protection limitée au domaine pénal ne peut empêcher un éventuel harcèlement juridique par la justice financière ou administrative. Cette disposition prend fin avec le mandat présidentiel, ce qui dissocie la fonction de la personne.
La commission reprend la jurisprudence du Conseil d'État mais modernise le dispositif avec un équivalent de l'impeachment. Le président de la République pourra être destitué par la « Haute Cour » (qui n'est plus « de justice ») pour un « manquement à ses devoirs manifestement incompatible avec l'exercice de son mandat » et non plus pour une « haute trahison ». Le président déchu reste éligible pour candidater à l'élection présidentielle qui en découle,.

### Texte constitutionnel dans sa rédaction en vigueur depuis 2007
Les conclusions de la commission Avril sont reprises dans la loi constitutionnelle no 2007-238 du 23 février 2007. La Constitution est révisée au Congrès de Versailles le 19 février 2007, l'opposition s'abstient ou s'y oppose en dénonçant une immunité très large et un risque de destitution d'un président de gauche par le Sénat,.
« Le président de la République n'est pas responsable des actes accomplis en cette qualité, sous réserve des dispositions des articles 53-2 et 68.

Il ne peut, durant son mandat et devant aucune juridiction ou autorité administrative française, être requis de témoigner non plus que faire l'objet d'une action, d'un acte d'information, d'instruction ou de poursuite. Tout délai de prescription ou de forclusion est suspendu.

Les instances et procédures auxquelles il est ainsi fait obstacle peuvent être reprises ou engagées contre lui à l'expiration d'un délai d'un mois suivant la cessation des fonctions. »
— Article 67 de la Constitution de la Cinquième République française dans sa rédaction en vigueur depuis le 24 février 2007
« Le président de la République ne peut être destitué qu'en cas de manquement à ses devoirs manifestement incompatible avec l'exercice de son mandat. La destitution est prononcée par le Parlement constitué en Haute Cour.

La proposition de réunion de la Haute Cour adoptée par une des assemblées du Parlement est aussitôt transmise à l'autre qui se prononce dans les quinze jours.
La Haute Cour est présidée par le président de l'Assemblée nationale. Elle statue dans un délai d'un mois, à bulletins secrets, sur la destitution. Sa décision est d'effet immédiat.
Les décisions prises en application du présent article le sont à la majorité des deux tiers des membres composant l'assemblée concernée ou la Haute Cour. Toute délégation de vote est interdite. Seuls sont recensés les votes favorables à la proposition de réunion de la Haute Cour ou à la destitution.

Une loi organique fixe les conditions d'application du présent article. »
— Article 68 de la Constitution de la Cinquième République française dans sa rédaction en vigueur depuis le 24 février 2007
La loi organique prévue dans cet article a été discutée au Parlement à partir de 2010 et promulguée le 24 novembre 2014. À cette occasion, le Conseil constitutionnel précise que « […] le président de la République n'est responsable devant aucune juridiction des actes accomplis en cette qualité ; [la Haute Cour], ne constitue pas une juridiction chargée de juger le président de la République pour des infractions commises par lui en cette qualité, mais une assemblée parlementaire compétente pour prononcer sa destitution en cas de manquement à ses devoirs manifestement incompatible avec l'exercice de son mandat ».
Ces deux articles établissent ainsi une distinction entre :
- la responsabilité pénale et pour les actes accomplis en qualité de chef de l'État : l'article 67 lui confère une irresponsabilité perpétuelle ; pour les autres actes, il bénéficie d'une immunité pendant l'exercice du mandat, mais les tribunaux ordinaires redeviennent compétents lorsque celui-ci est terminé ;
- la responsabilité politique : l'article 68 ouvre la voie à une procédure de destitution du chef de l'État en cas de « manquement à ses devoirs manifestement incompatible avec l'exercice de son mandat ». Le déclenchement de cette procédure requiert des votes à la majorité des deux tiers des deux assemblées séparément, puis par les deux assemblées réunies en Haute Cour.

### Commission Jospin
En novembre 2012, dans son rapport, la commission sur la rénovation et la déontologie de la vie publique, présidée par Lionel Jospin ne remet pas en cause l'article 68, mais propose que le caractère politique de la destitution soit explicitée, et que la « Haute Cour » soit remplacée par « Congrès du Parlement », car ce n'est pas une procédure judiciaire.
Par contre en matière civile et pénale, la commission a estimé que le président de la République devrait être responsable, civilement et pénalement, de ses actes commis avant son élection, ou au cours de son mandat en dehors de ses fonctions devant une juridiction de droit commun, avec quelques aménagements pour que le président de la République ne soit pas la cible d'actions judiciaires abusives.
Un projet de loi constitutionnelle est présenté en Conseil des ministres en mars 2013, Il prévoit uniquement la fin de l'inviolabilité en matière civile du président de la République ; mais toute action contre lui doit être autorisée par une « commission des requêtes », composée de magistrats du Conseil d'État, de la Cour des comptes et de la Cour de cassation. Cette même commission filtrerait également les procédures concernant les ministres, qui seraient jugés par le droit commun au lieu de la Cour de justice de la République. Le texte n’a pas été discuté au Parlement,.

## Applications depuis 2007

### Irresponsabilité en tant que président
Pendant le mandat de Nicolas Sarkozy, le divorce de celui-ci et de Cécilia Ciganer-Albéniz s'est fait par consentement mutuel. Il s'est porté partie civile dans un certain nombre de procès, et a engagé des procédures privées, créant ainsi un certain déséquilibre dans les procédures (ses prédécesseurs ne l'avaient jamais fait). Nicolas Sarkozy bénéficie de l’immunité pour les actes accomplis en tant que président, bien que des juges l’aient convoqué après son mandat dans l’affaire des sondages de l'Élysée et dans l’affaire de l’arbitrage Tapie - Crédit lyonnais. Dans l’affaire des sondages, la Cour de cassation estime en 2012 que contrairement au présent, « aucune disposition constitutionnelle, légale ou conventionnelle, ne prévoit l'immunité ou l'irresponsabilité pénale des membres du cabinet du président de la République »,.
En 2018, à l'occasion de l'affaire Benalla, des parlementaires évoquent la possibilité de convoquer le président de la République Emmanuel Macron pour témoigner devant la commission des lois. Cette éventualité est jugée valide par certains constitutionnalistes comme Dominique Rousseau : il estime que l’article 67 de la Constitution n'empêche pas la commission d’enquête d’entendre le président de la République, car elle n’est ni une juridiction, ni une autorité administrative. Le professeur de droit public Jean-Philippe Derosier s'y oppose en considérant que la Constitution ne permet pas de convoquer le président de la République devant une commission d'enquête.

### Procédure de destitution du président de la République
Trois propositions de résolution visant à réunir le Parlement en Haute Cour ont été présentées :
- le 10 novembre 2016, les députés Les Républicains déposent une proposition de résolution. Sont reprochées à François Hollande ses confidences concernant la défense nationale, révélées dans l’ouvrage Un président ne devrait pas dire ça… ; cette proposition a été jugée irrecevable par le bureau de l’Assemblée nationale[32] ;
- en 2024, les députés La France insoumise déposent une proposition visant le président Emmanuel Macron sur le choix du premier ministre après les élections législatives :
  - une première résolution est déposée le 4 septembre 2024[33] ; cette proposition a été jugée recevable mais n’a pas été inscrite à l’ordre du jour de l’Assemblée nationale[34];
  - la même proposition est à nouveau déposée le 25 octobre 2024 et jugée recevable[35].

### Inviolabilité temporaire

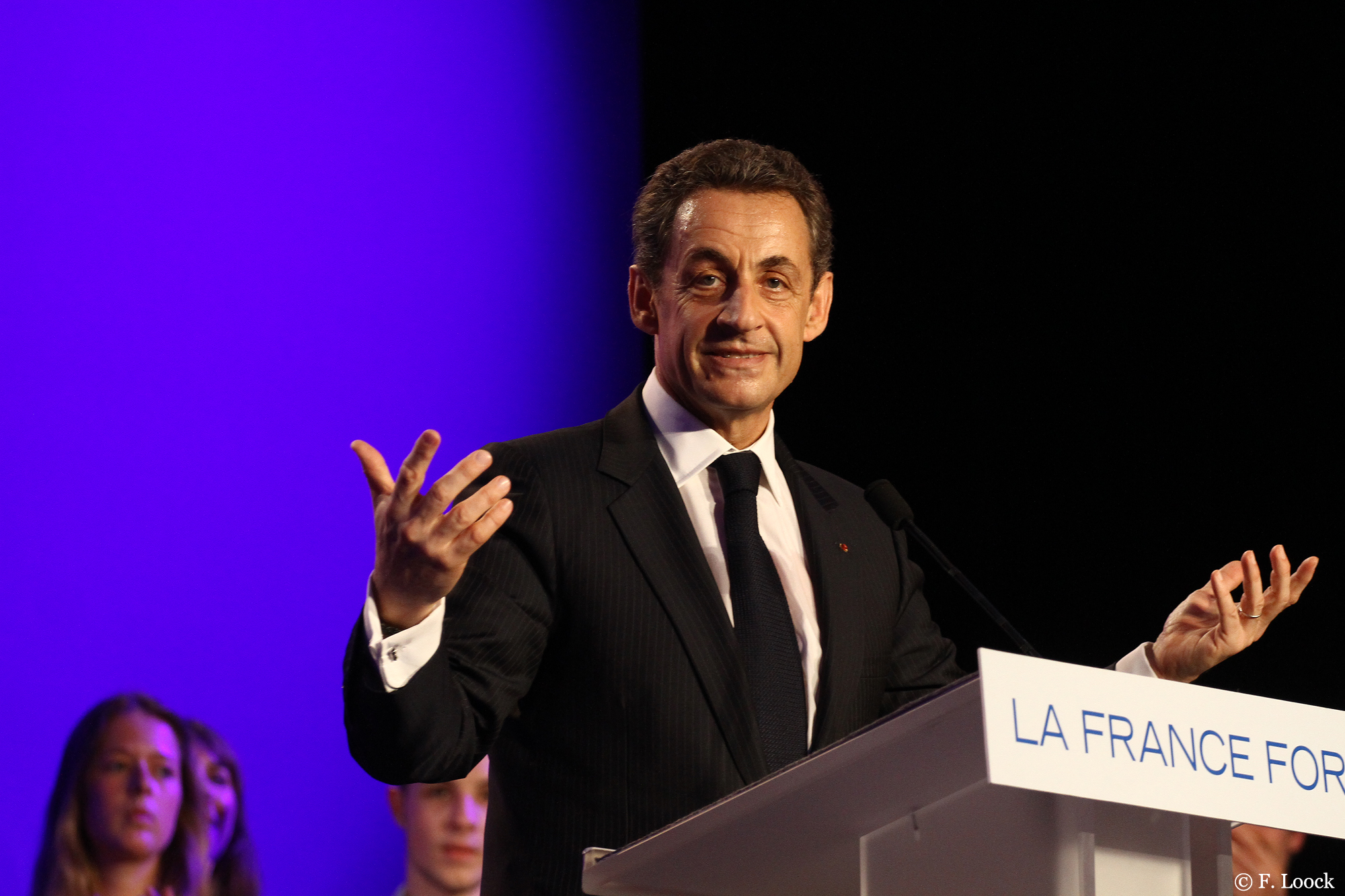
Le candidat à l’élection présidentielle française de 2012 Nicolas Sarkozy, qui est aussi le président sortant, est condamné en appel en 2024 pour dépassement du plafond des dépenses.

Le caractère temporaire de l’inviolabilité du président de la République est illustrée par plusieurs affaires concernant Jacques Chirac ou Nicolas Sarkozy, une fois leur mandat terminé.
- Jacques Chirac est condamné par le tribunal correctionnel de Paris en décembre 2011 à deux ans d'emprisonnement avec sursis pour abus de confiance, détournement de fonds publics et prise illégale d'intérêts dans l'affaire des emplois fictifs de la mairie de Paris[25],[36] ;
- Nicolas Sarkozy a été entendu et jugé dans plusieurs affaires :
  - affaire du financement de sa campagne de 2012, alors qu’il était encore président : déclaré coupable de dépassement du plafond des dépenses, il est condamné à un an de prison dont six mois fermes[37],
  - affaire de corruption avec Thierry Herzog et Gilbert Azibert, pour des faits qui se sont produits alors qu’il n’est plus président : déclaré coupable de trafic d'influence et corruption active, il est condamné en appel, confirmé en cassation en 2024, à trois ans de prison dont un ferme[38],
  - affaire du financement de sa campagne de 2007 par le régime libyen : jugé en 2025[39],
  - affaire Woerth-Bettencourt : mis en examen, il a ensuite bénéficié d’un non-lieu en 2013[40].

## Dans la fiction
La possibilité de destitution du président de la République par le Parlement est présente dans le film Président. La série Baron noir y fait référence dans les saisons 1 et 2, mais avec une erreur dans la deuxième. Il est en effet dit que la présidente risque la cour d’assise après son mandat pour avoir autorisé une exécution, ce qui est faux.[réf. souhaitée]
Elle est également traitée dans la bande dessinée "Élysée République", où la Haute Cour de justice se prononce sur la destitution du président de la République.[réf. souhaitée]